# Джон Леджънд
Джон Роджър Стивънс, известен професионално като Джон Леджънд (на английски: John Roger Stephens, John Legend), е американски певец, автор на песни и продуцент.

## Биография
Роден е на 28 декември 1978 година в Спрингфийлд, Охайо. Преди издаването на дебютния албум на Legend Get Lifted (2004), той си сътрудничи с вече утвърдени изпълнители и подписва с „GOOD Music“ на Кание Уест. Той е пял в „Encore“ на Джей Зи, „You Don't Know My Name“ на Алиша Кийс, „This Way“ на Dilated Peoples, „Selfish“ на Slum Village, „High Road“ на Fort Minor и свири на пиано на Lauryn Hill's. Сингълът му „All of Me“ от четвъртия му студиен албум „Love in the Future“ (2013) е хит номер едно на Билборд Хот 100.
През 2007 г. Леджънд получава наградата на „Hal David Starlight“ от Залата на славата на авторите на песни. Леджънд спечелва Оскар за най-добра оригинална песен и награда Златен глобус през 2015 г. за съавторство на песента „Glory“ от филма „Селма“. Освен това е носител на дванадесет награди Грами. През 2017 г. Леджънд получава награда Тони за копродукция на Джитни за сцената на Бродуей. През 2018 г. Леджънд изобразява Исус Христос в адаптацията на NBC на рок операта „Jesus Christ Superstar“. Той получава номинация за Primetime Emmy Award за актьорската си роля и спечелва за ролята си на продуцент на шоуто, което го прави един от 16 души и първият чернокож, спечелил всичките четири големи американски награди: Еми, Грами, Оскар и Тони. Леджънд е и вторият най-млад човек, постигнал всичко това. От 2019 г. той е треньор в „The Voice“.